# 宽羽线蕨
宽羽线蕨（学名：Leptochilus ellipticus var. pothifolius）为水龙骨科薄唇蕨属下的一个变种。